# 秋田縣立體育館

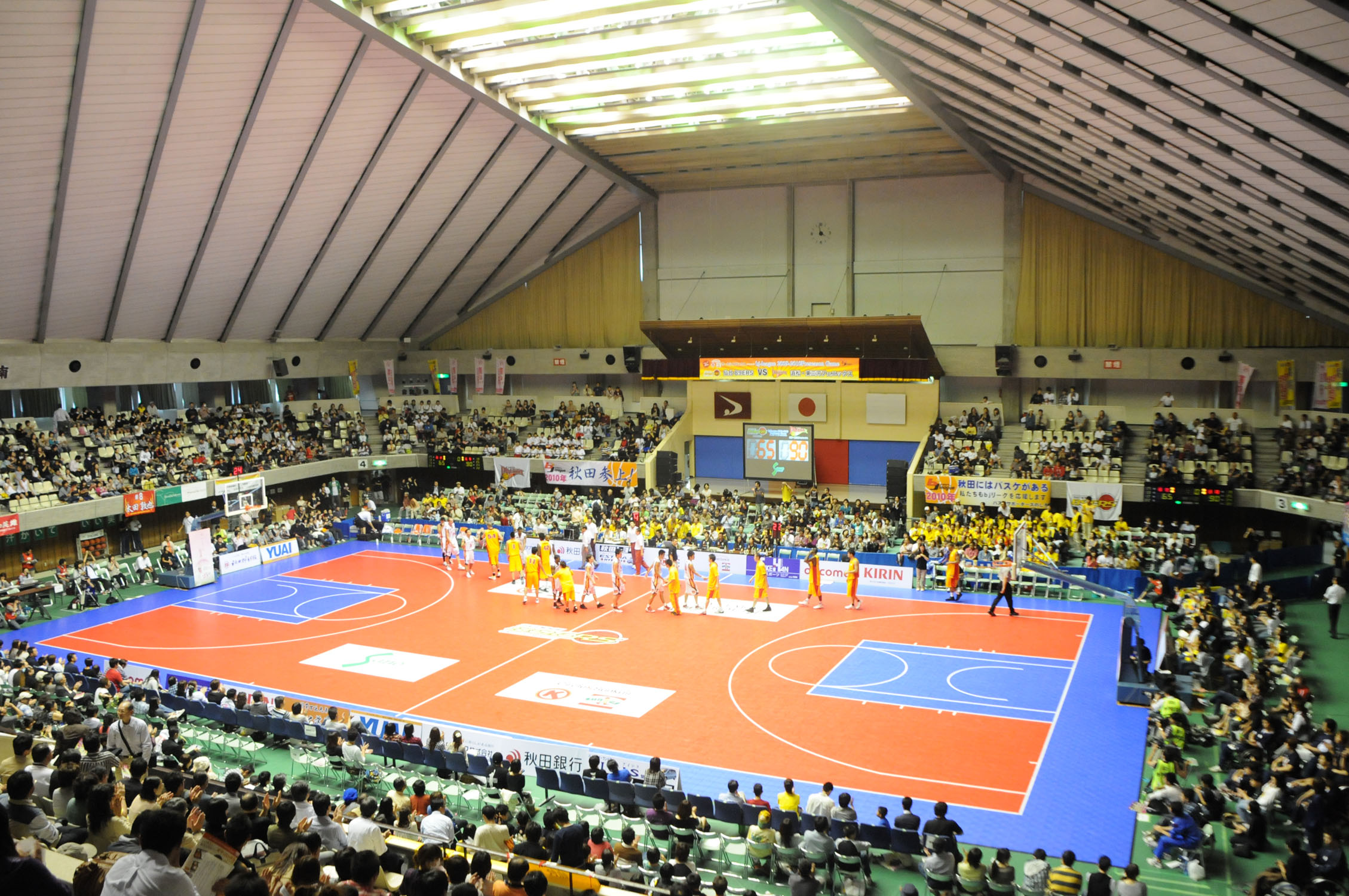
大體育館

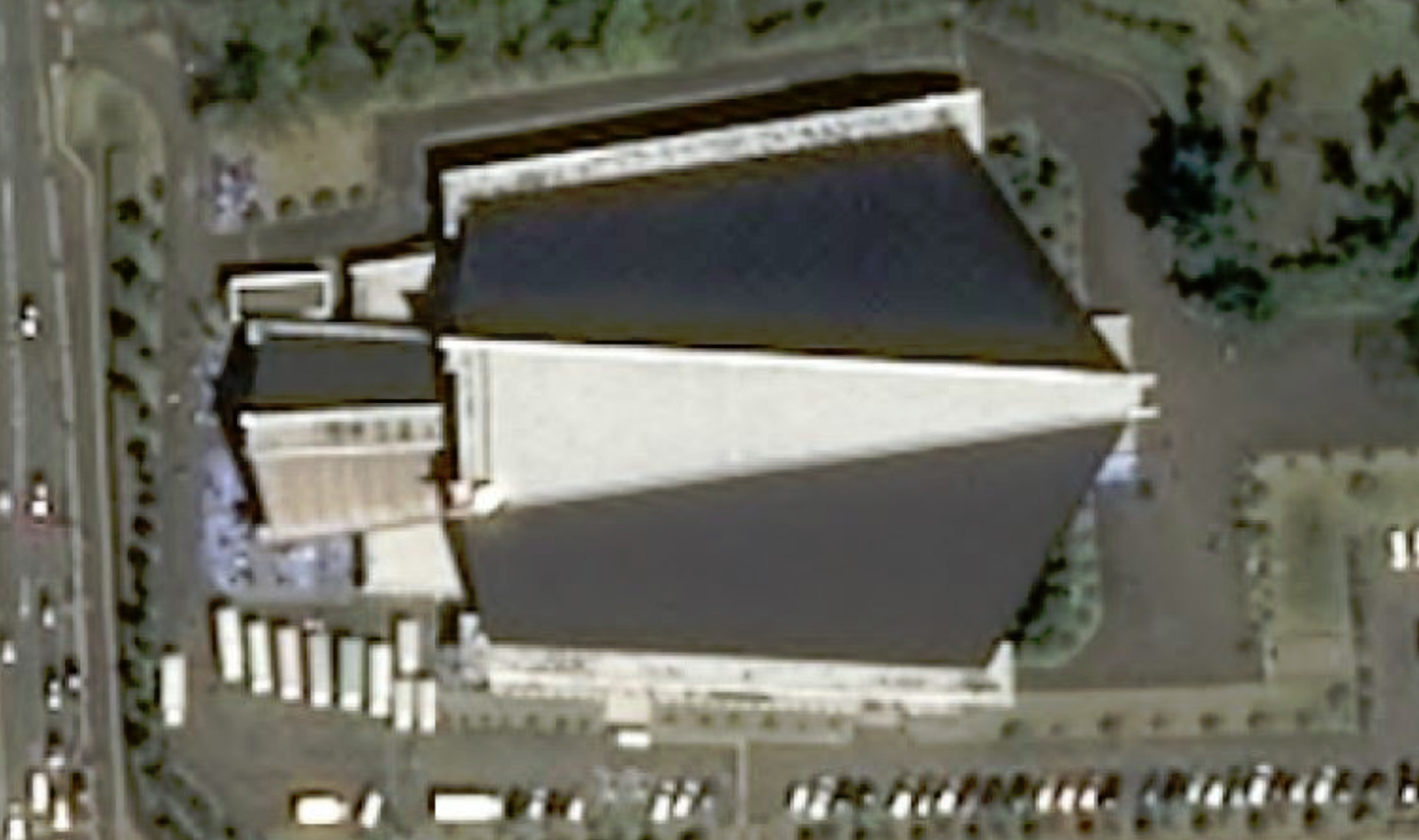
衛星圖

秋田縣立體育館，簡稱縣立，是日本秋田縣秋田市的室內競技場。該競技場可容納觀眾6,000人，1968年開始使用。

## 體育賽事

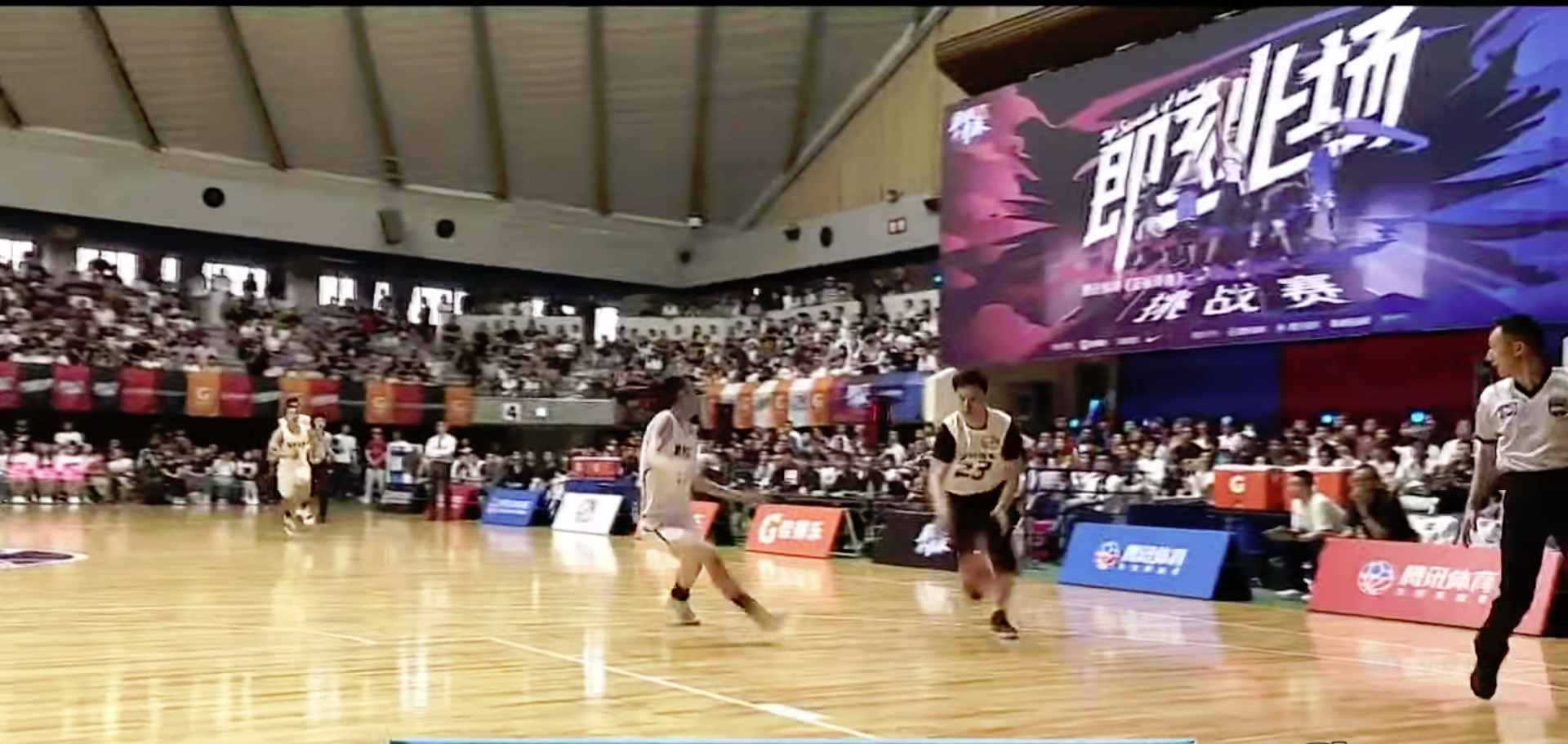
篮板青春队vs日本能代工高

- 2001年世界運動會